# 桑通日地区圣瑟韦
桑通日地区圣瑟韦（法語：Saint-Sever-de-Saintonge）是法国滨海夏朗德省的一个市镇，位于该省中东部，属于桑特区。该市镇总面积8.13平方公里，2009年时的人口为614人。

## 人口
桑通日地区圣瑟韦人口变化图示